# 下北系ギターロック
下北系ギターロック(通称：下北系、しもきたけいギターロック) は、1990年代後半に発生し2000年代に日本で流行した音楽。また、そのアーティストや、そのファンの呼称。
これらのアーティストや楽曲群を単に「下北系」と呼ぶ事もある。
バンドが活躍する数々のライブハウスが存在し、後述のハイラインレコーズやDAIZAWA RECORDS(代沢レコード)といったレコード会社の存在する東京都世田谷区下北沢周辺のその地名を取りそう呼ばれる。
起源は諸説あるが、1990年代中盤に下北沢のライブハウスを中心に活動していた『ZEPPET STORE』の音楽にhideが惚れ込み、全面サポートしたことが始まりとも言われている。

## 主なバンドやアーティスト
下北系ギターロックとして挙げられる主なバンド、アーティストには、
- BUMP OF CHICKEN(ハイラインレコーズ所属経歴)
- ASIAN KUNG-FU GENERATION
- ZEPPET STORE
- レミオロメン(DAIZAWA RECORDS所属経歴)
- Syrup16g
- ACIDMAN
- ストレイテナー
- 椿屋四重奏
- BURGER NUDS
- ART-SCHOOL
- MO'SOME TONEBENDER(ユニバーサルミュージック所属期)
- フジファブリック

等がいる。